# آيت سومر (آيت سومر عيدان آيت زبير)
آيت سومر هو دُوَّار يقع بجماعة آيت ميمون، إقليم الخميسات، جهة الرباط سلا القنيطرة في المملكة المغربية. ينتمي الدوّار لمشيخة آيت سومر عيدان آيت زبير التي تضم 3 دواوير. يقدر عدد سكانه بـ 851 نسمة حسب الإحصاء الرسمي للسكان والسكنى لسنة 2004.

## وصلات خارجية
- البوابة الوطنية للجماعات الترابية
- المندوبية السامية للتخطيط